# Пехоровська печера
Пехоровська (рос. Пехоровская) — печера в Архангельській області, на Біломорсько-Кулойському плато європейської півночі Росії. Карстова печера горизонтального типу простягання. Загальна протяжність — 3180 м. Глибина печери становить 18 м. Категорія складності проходження ходів печери — 2Б.